# Церковь Святейшего Сердца Иисуса (Сантандер)
Церковь Святейшего Сердца Иисуса (исп. Iglesia del Sagrado Corazón de Jesús) — церковь римской-католической церкви в городе Сантандер, Кантабрия. Построена в 1890 году по проекту архитектора Хосе Мария Бастерра.

## История
Церковь была открыта 16 февраля 1890 года, тогда как башня появилась несколько позднее между 1901—1903 годами. Храм построен по проекту архитектора Хосе Мария Бастерра. Церковь спланирована в виде латинского креста, размером 41 метр в длину и 21 в ширину, высота центрального нефа равняется 20 метрам, боковых 12. Своды поддерживают двенадцать опор по числу апостолов.
Внутренней отделкой храма руководил Михель Кастельянос, скульптор, которому и принадлежит авторство памятника Сердца Христова, находящегося у входа в храм.
Удивительной является и живопись церкви, автором которой является немецкий художник Энрике Иммеммкамп, которому принадлежат такие фрески как Promesas del Sagrado Corazón, Vía Crucis entre otras (1926—1932).
В 1993 году закончилась реконструкция здания.

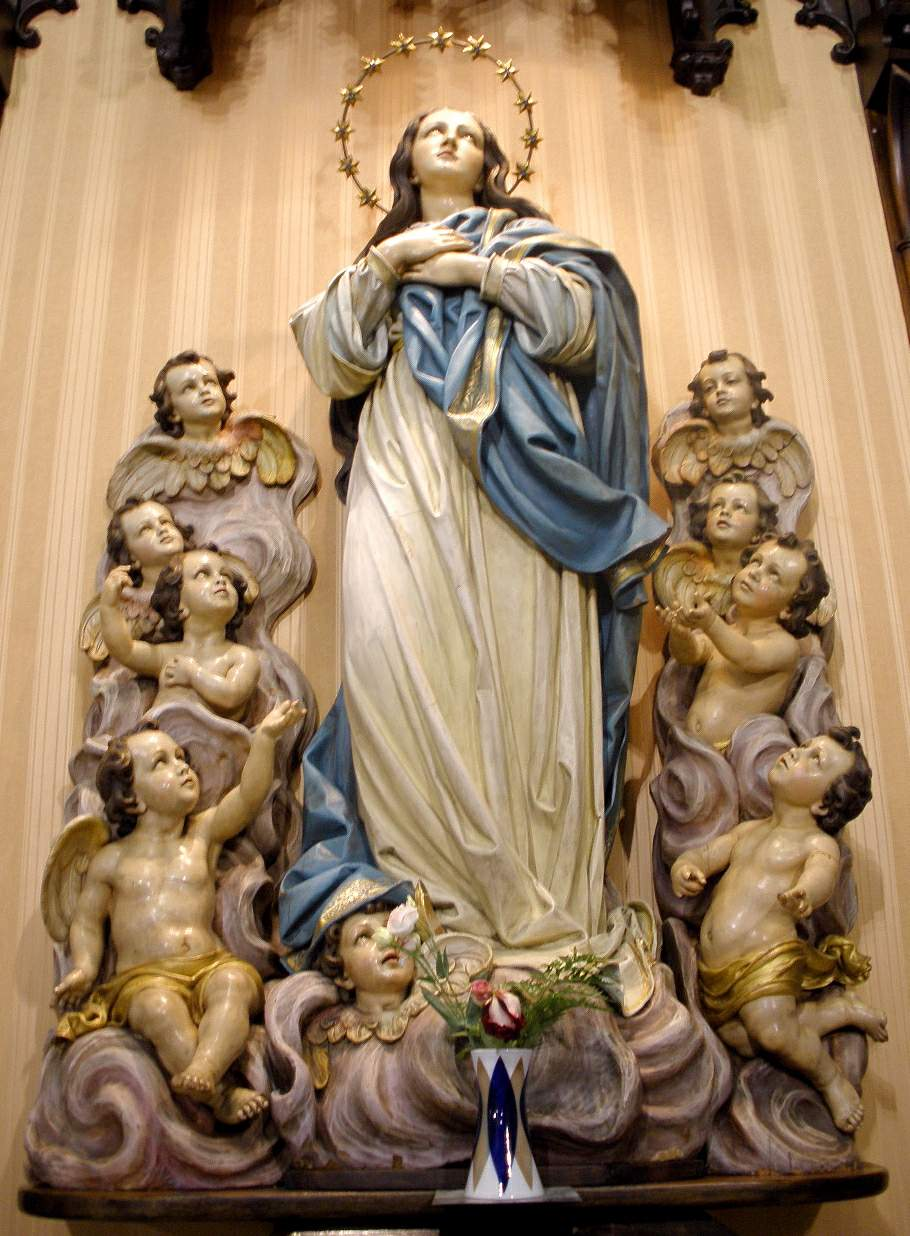
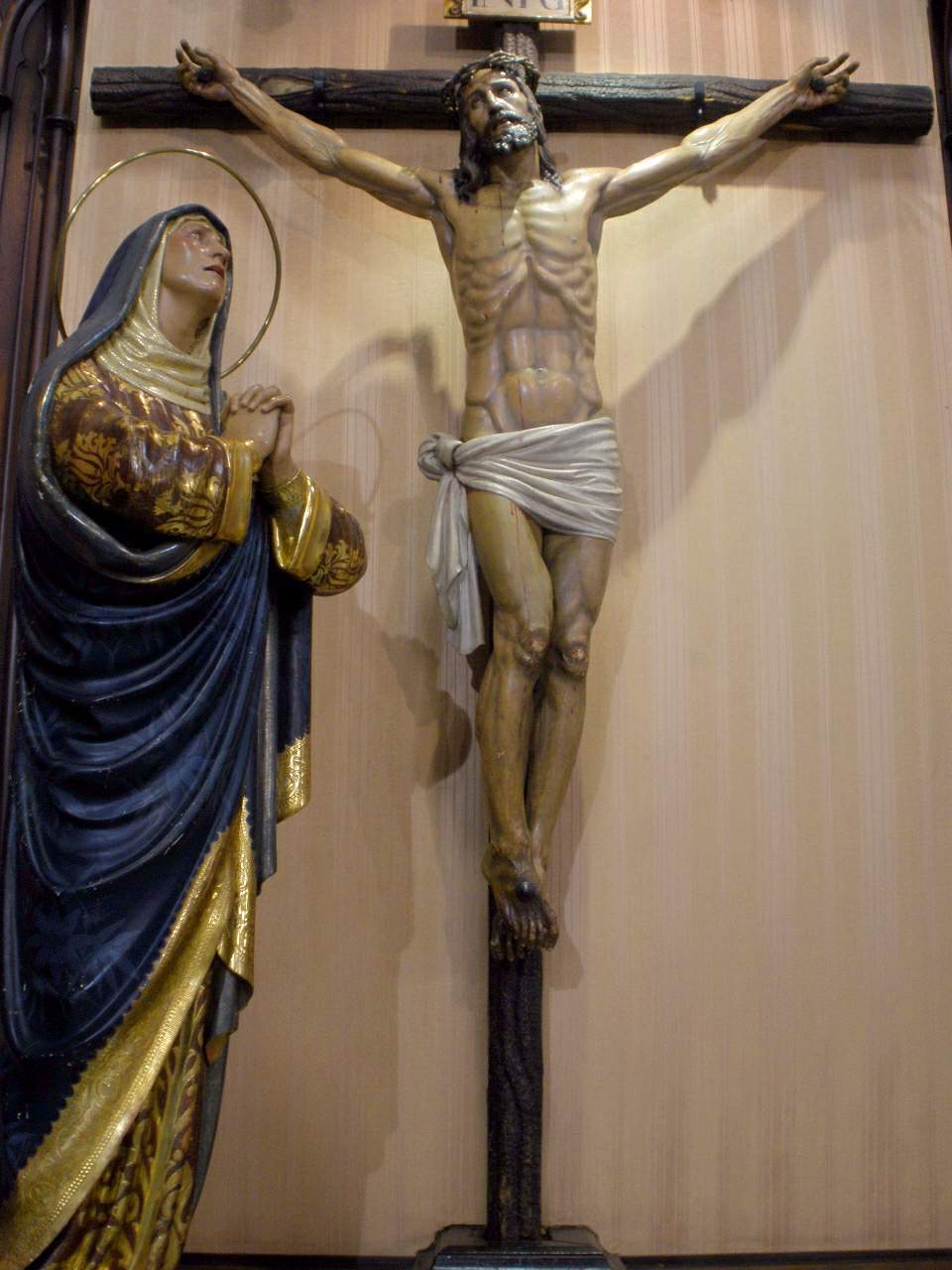